# Томас Міджлі (молодший)
Томас Міджлі (молодший) (англ. Thomas Midgley, Jr., 18 травня 1889 — 2 листопада 1944) — американський хімік, який винайшов тетраетилсвинець для додання у паливо та хлорфторвуглець для використання у холодильниках та дезодорантах. Виробництво винаходів Міждлі мало величезний руйнівний вплив на озоновий шар. Згідно з висловом історика Джона Макніла, винахідник «нашкодив атмосфері більше, ніж будь-який інший живий організм в історії Землі».

## Біографія
Томас Міджлі народився в Бівер Фолз в штаті Пенсільванія. Батько Міджлі теж був винахідником. Виріс у місті Колумбус (Огайо) і закінчив Корнельський університет в 1911 році як інженер-механік. Автор понад 170 патентів. В 1941 році винахідник був нагороджений найвищою премією Американського хімічного товариства — медаллю Прістлі. В 1942 році він одержав медаль Вілларда Гіббса. Вув обраний до Національної академії наук США. Був головою Американського хімічного товариства в 1944 році.
У віці 51 року Міджлі захворів на поліомієліт, що призвело до інвалідності. Через це він винайшов складну систему мотузок та блоків, щоби інші могли піднімати його з ліжка. Поширеною є версія, що цей механізм призвів до смерті винахідника, який помер заплутавшись у мотузках у віці 55 років. Проте коронер визнав його смерть самогубством. Міджлі помер за тридцять років до того, як була зрозуміла шкідливість його винаходів для озонового шару.

## Винаходи

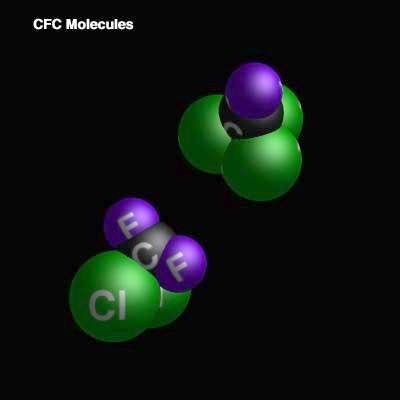
Молекули фреонів R-12 та R-13 — ди- та трифторометану

Під час роботи на Дженерал Моторз Міджлі винайшов, що бензин з доданням свинцю знижує детонацію моторних палив у двигунах внутрішнього згорання. При цьому викид свинцю в атмосферу небезпечний через його токсичність. Працівники задіяні у виробництві добавки до бензину одержали серйозні проблеми зі здоров'ям, в тому числі мали місце фатальні випадки. В 1924 році сам Міджлі пішов у подовжену відпустку, щоби вилікуватися від отруєння свинцем. При цьому винахідник приховав цей факт і під час прес-конференції говорив про безпечність контакту з винайденою ним речовиною.
Хлорфторвуглеводні (фреони) були винайдені для того, щоби зробити холодильники безпечнішими оскільки до винаходу Міджлі у приладах використовувались отруйні та вибухові речовини. Для того, щоби продемонструвати те, що фреон не горить та не шкодить здоров'ю Міджлі вдихнув дихлорфторметан та загасив ним свічку під час демонстрації в Американському хімічному товаристві в 1930 році. Згодом фреони стали широко використовуватись як складник дезодорантів.

## Спадщина
Спадщина Міджлі пов'язана з шкідливим впливом на довкілля його винаходів, тетраетилсвинцю та фреона. Історик Джон Макніл висловив думку, що Міджлі «нашкодив атмосфері більше, ніж будь-який інший живий організм в історії Землі», а Білл Брайсон зазначив, що у Міджлі був «ледь не інстинкт, що призводив до прикрих наслідків». Фред Пірс, у статті для New Scientist, назвав Міджлі «людиною-екологічною катастрофою».
Через використання винайденого ним тетраетилсвинцю, в атмосферу по всьому світу було викинуто значну кількість свинцю. Внаслідок високого вмісту свинцю в атмосфері у дітей виникали серйозні хронічні проблеми зі здоров'ям, в тому числі й нейрологічного характеру, а також виросла злочинність як в Америці так і по всьому світу. Time включив тетраетилсвинець та хлорфторвуглеводні у свій список «50 найгірших винаходів».
Міджлі помер за три десятиліття до того, як стали загально відомі наслідки викидів хлорфторвуглеводнів, тобто поява озонових дір та вплив на парниковий ефект. У 1987 році було розроблено Монреальський протокол, що передбачає припинення використання хлорфторвуглеводнів по типу фреонів.
Шкода від тетраетилсвинцю та хлорфторвуглеводнів розглядається, як повчальна історія про відомі та невідомі ризики. При винайденні тетраетилсвинцю було відомо, що свинець у великих кількостях є шкідливим, і що це призведе до викидів в атмосферу його незначної частини; було невідомо, які саме будуть наслідки такої кількості свинцю. З іншого боку, про існування озонового шару та шкоду ним від хлорфторвуглеводнів тоді не було відомо.
У 2024 році було оголошено, що Теренс Вінтер, сценарист фільму 2013 року Вовк з Уолл-стріт, взяв участь у написанні сценарію до фільму про Міджлі, названого «Мідж».